# 怡丰城
怡丰城（英語：VivoCity）位於新加坡港灣區，由日本建築師伊東豐雄設計，總樓面面積達150萬平方英尺，於2006年12月1日正式開放，是新加坡最大的購物中心。原址為新加坡世界贸易中心的展覽館，2003年淡馬錫控股公司旗下的豐樹產業投資4.17億新币重建。

## 毗鄰

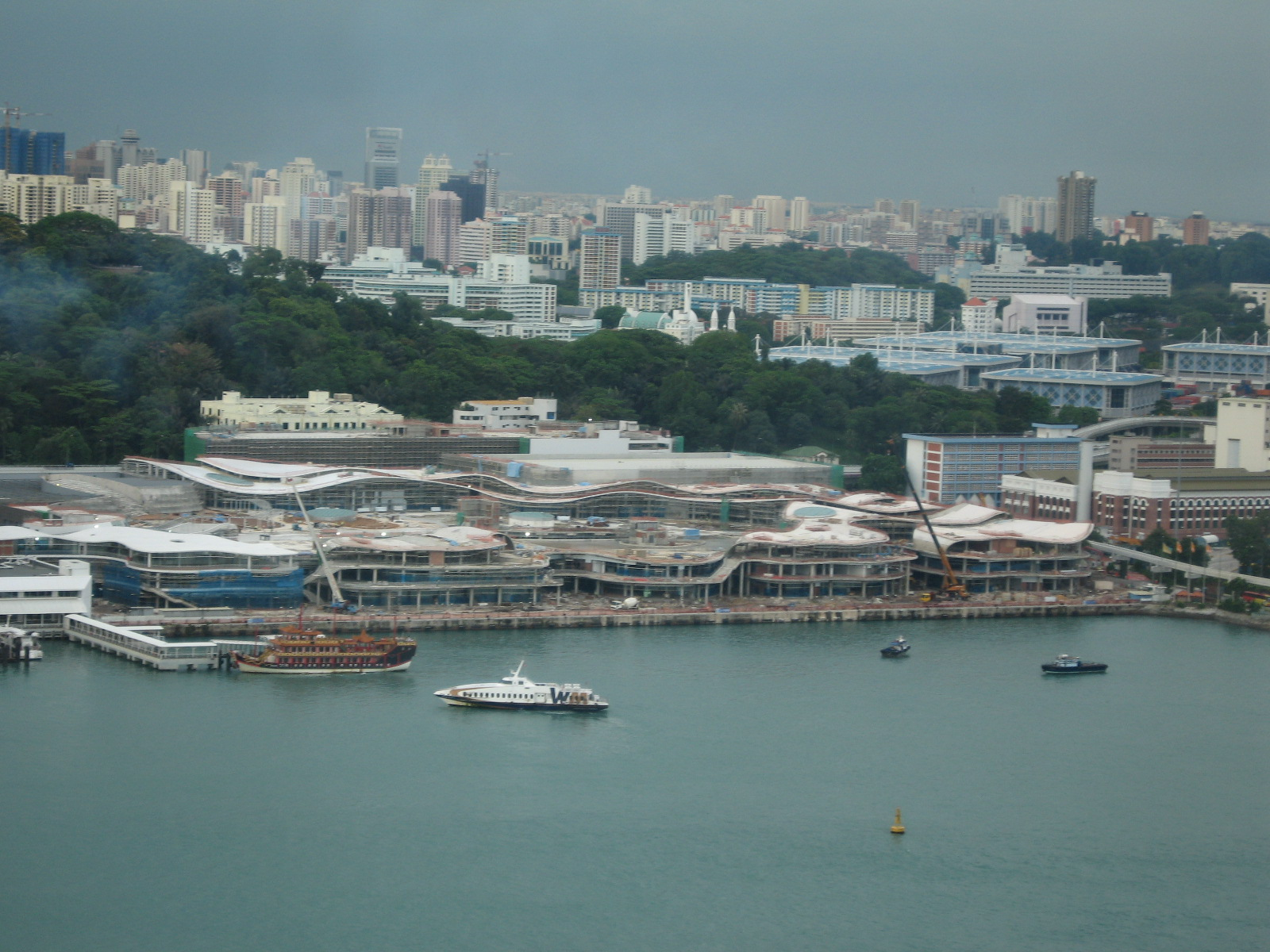
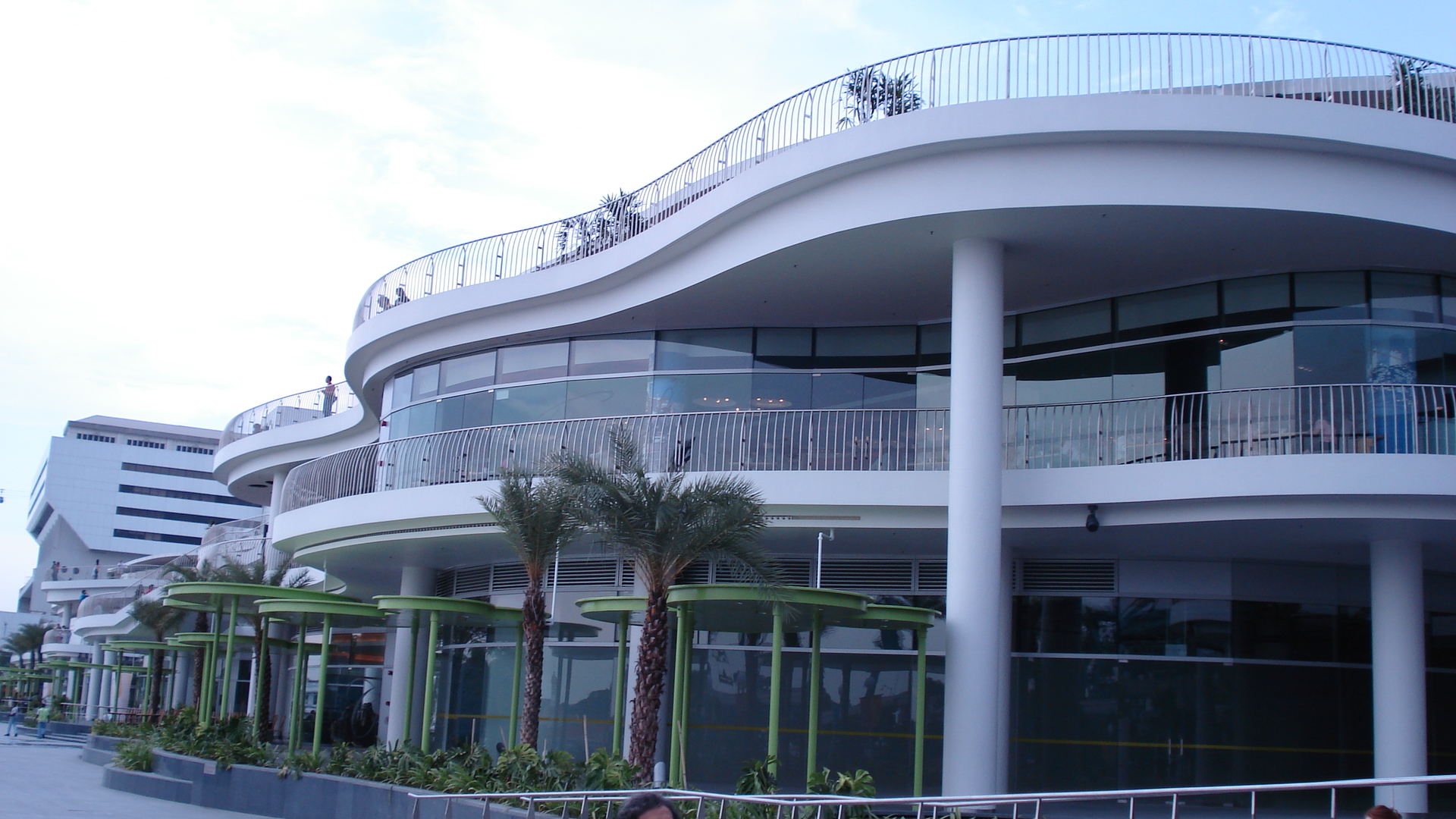
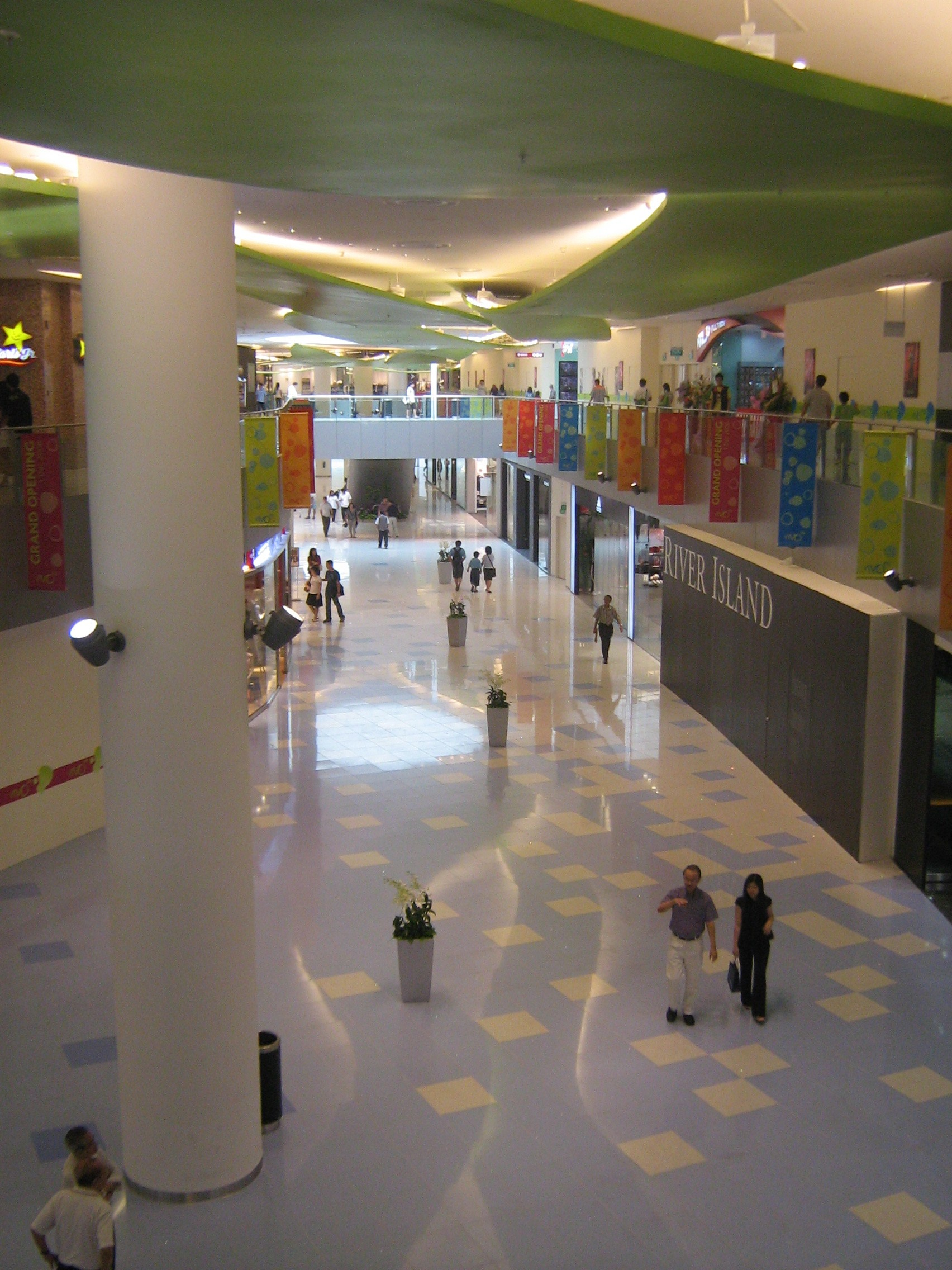
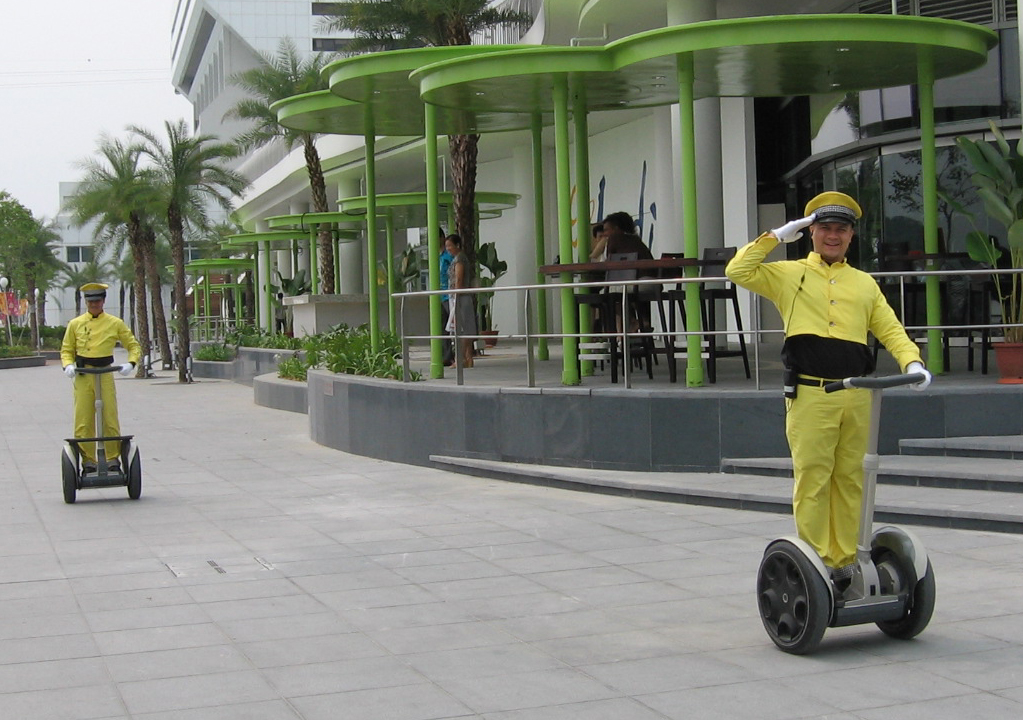
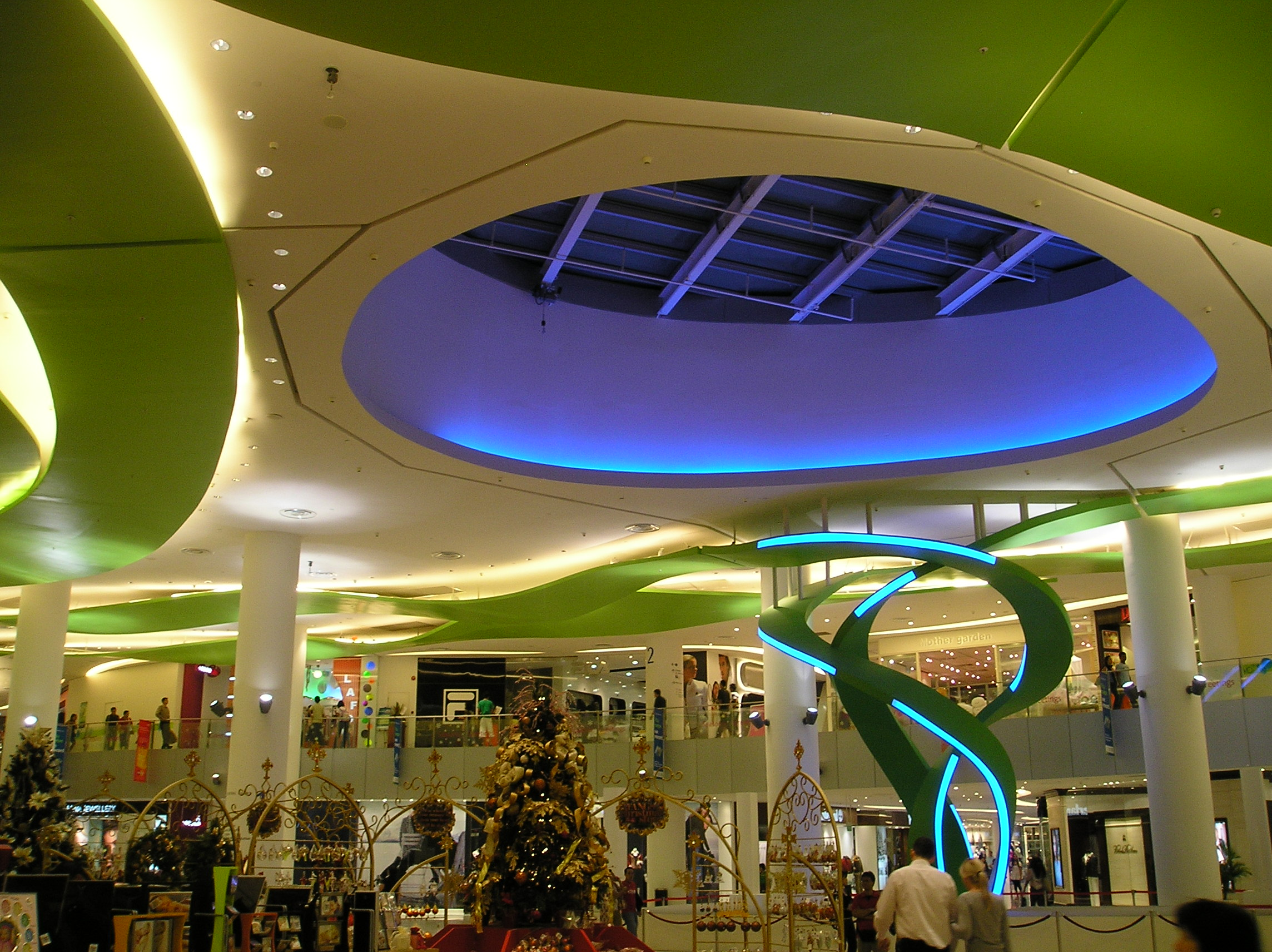
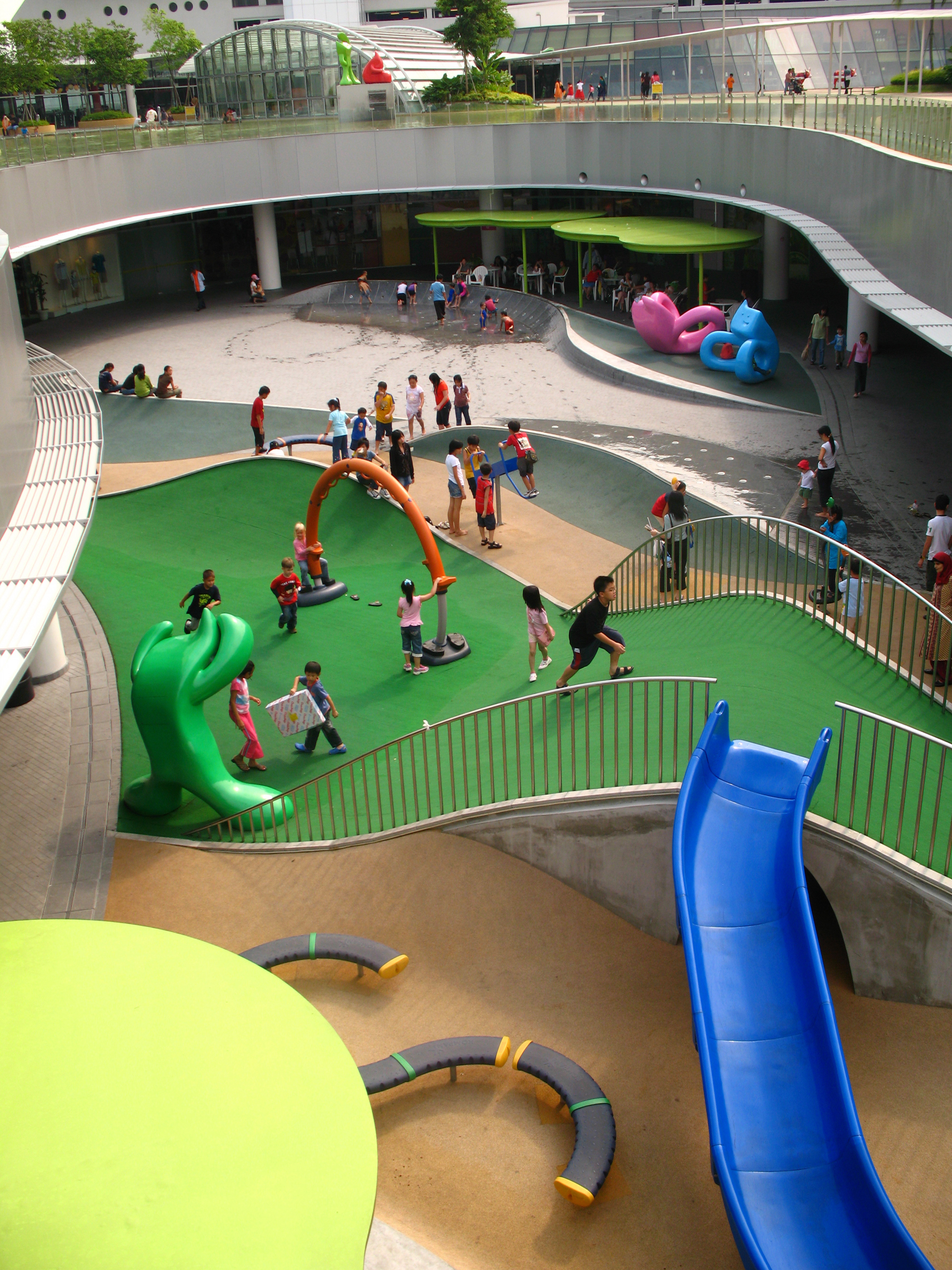

- 港灣中心
- 圣占姆士发电厂
- 新加坡邮轮中心
- 港灣地鐵站
- 圣淘沙岛
  - 圣淘沙捷运
  - 圣淘沙人行步道